# Ferrovia Coutras-Tulle
La ferrovia Coutras-Tulle (in francese Ligne de Coutras à Tulle) è una linea ferroviaria francese che unisce Coutras, nella Gironda, a Tulle, nella Corrèze.

## Storia
| Tratto                         | Attivazione       | Attivazione |
| ------------------------------ | ----------------- | ----------- |
| Coutras-Périgueux              | 20 luglio 1857    |             |
| Périgueux - Brive-la-Gaillarde | 17 settembre 1860 |             |
| Brive-la Gaillarde - Tulle     | 20 agosto 1871    |             |
| Manuale                        |                   |             |

La ferrovia è stata aperta a tratte dal 1857 al 1871 dalla Compagnie du chemin de fer de Paris à Orléans.